# Управление спросом на электроэнергию
Управление спросом на электроэнергию (англ. Demand Response) — это изменение потребления электроэнергии конечными потребителями относительно их нормального профиля нагрузки в ответ на изменение цен на электроэнергию во времени или в ответ на стимулирующие выплаты, предусмотренные чтобы снизить потребление в периоды высоких цен на электроэнергию на оптовом рынке или когда системная надёжность под угрозой. Управление спросом может снижать цены на электроэнергию на оптовом рынке, что, в свою очередь, приводит к снижению цен на розничном рынке. Управление спросом получило широкое признание как средство обеспечения надёжности энергоснабжения, интеграции возобновляемых источников энергии, повышения конкуренции на рынке электроэнергии и расширения возможностей потребителей.
Особенности электроэнергии как товара, обусловленные её физическими свойствами, определяют необходимость непрерывного поддержания баланса производства и потребления. Рынки электроэнергии проектируются таким образом, чтобы стимулировать участников поддерживать такой баланс. Традиционно основную роль в поддержании баланса играют электростанции. В отсутствие специальных мер стимулирования потребителей (например, таких как demand response) спрос на электроэнергию не зависит или мало зависит от цен на рынке, потребители не снижают потребление при росте цены. В условиях неэластичного спроса активной стороной, определяющей цену на электроэнергию, выступают производители. С ростом нагрузки для удовлетворения этого роста привлекаются менее эффективные генераторы. Путём снижения нагрузки в такие периоды энергосистема и рынок потенциально могли бы избежать использования менее эффективных генераторов для удовлетворения повышенного спроса. В последние годы с появлением цифровых интервальных счётчиков электроэнергии, развитием телекоммуникаций и «интеллектуальных сетей» («smart grid») появилась возможность повышения эластичности потребления путём целенаправленного воздействия на оборудование потребителя когда это необходимо.
Управление спросом является эффективным инструментом снижения цен на рынке электроэнергии в пиковые часы, когда для покрытия спроса на электроэнергию привлекаются менее эффективные генерирующие объекты. При этом относительно небольшое снижение потребления может привести к существенному снижению цены на электроэнергию.

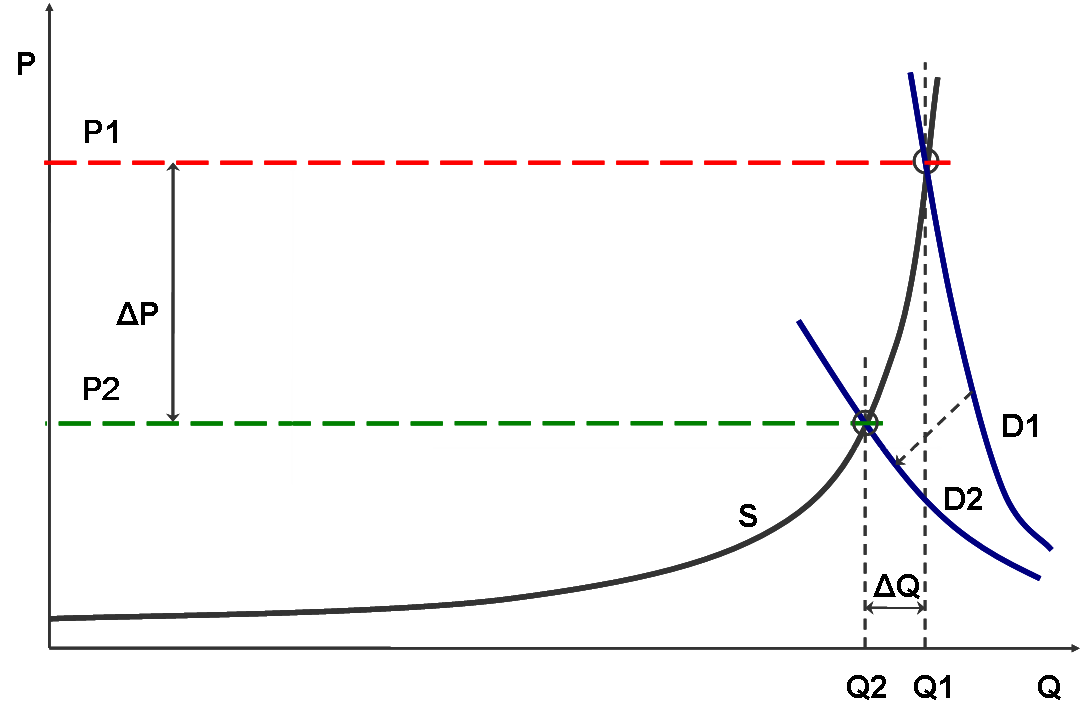
Объяснение эффекта от участия потребителей в управлении спросом. Плавный рост кривой предложения S сменяется резким ростом в замыкающей части, что соответствует использованию наиболее дорогих генераторов. Снижение потребления в пиковые часы с величины Q1 до величины Q2 приводит к превращению кривой спроса D1 в кривую D2 и снижению цены на электроэнергию на величину ΔP.

Типичные примеры управления спросом на электроэнергию включают в себя повышение уставки термостата, чтобы кондиционеры запускались реже, замедление или останов производственного цикла в промышленности, снижение интенсивности или отключение освещения — то есть любое прямое действие, направленное на снижение нагрузки в качестве реакции на повышение цены или на сигнал от системного оператора. Управление спросом не включает в себя изменение энергопотребления, обусловленное нормальной операционной деятельностью. Например, снижение потребления электроэнергии предприятием в выходные и праздничные дни не рассматривается в большинстве случаев в качестве управления спросом.

## Цели управления спросом на электроэнергию
Основные цели управления спросом на электроэнергию — уменьшение пиковой нагрузки в энергосистеме, необходимое как для снижения цен на рынке электроэнергии, так и для предотвращения избыточного капиталоёмкого строительства пиковых электростанций и электрических сетей, противоаварийное управление энергосистемой и интеграция возобновляемых источников энергии. Управление спросом также рассматривается как один из инструментов перехода к низкоуглеродной экономике.
Таким образом, преимущества от внедрения механизмов управления спросом могут быть представлены в виде устранённых затрат (avoided costs, то есть затрат, которых удалось избежать) на мощность, электроэнергию, сетевое строительство, в снижении экологической нагрузки и других выгод, связанных с повышением гибкости управления энергосистемой. Поскольку устранённые затраты не подлежат непосредственному измерению, для оценки выгоды от управления спросом необходимо делать предположения об объёме таких затрат в отсутствие механизмов управления спросом, что приводит к появлению неопределённости в оценке. Необходимо учитывать, что преимущества от управления спросом могут существенно отличаться в зависимости конфигурации энергосистемы, методологии оценки, и особенно от принятых подходов к строительству генерирующих мощностей. Там, где генерация и сети строятся в расчёте на покрытие пиковых нагрузок, пиковая нагрузка может быть выше оптимальной, если цены на рынке не в полной мере отражают стоимость поставки в пиковые часы. В таких условиях управление спросом может эффективно устранять неадекватность ценовых сигналов и помочь избежать строительства избыточной генерации.
Потенциал снижения пиковой нагрузки в энергосистеме за счёт использования программ управления спросом составляет, по различным оценкам, 10—15 % от величины пиковой нагрузки.

### Взаимосвязь с энергоэффективностью
В то время как под управлением спросом на электроэнергию понимают, в основном, смещение потребления с пиковых периодов на внепиковые, энергоэффективность предполагает постоянное снижение потребления электроэнергии за счёт внедрения более эффективного потребляющего оборудования и/или более эффективного управления существующим оборудованием при сохранении требуемой функциональности. Таким образом, мероприятия по энергоэффективности в зависимости от времени использования энергоэффективного оборудования могут снижать пиковое потребление.
В свою очередь, управление спросом может оказывать влияние на совокупное потребление энергии. Так, проведённое в 2005 году метаисследование показало, что программы неявного управления спросом приводят к снижению потребления в среднем на 4 %. Считается, что управление спросом скорее обеспечивает некоторое снижение общего объёма потребления или не оказывает на него влияния. Однако некоторые программы управления спросом могут увеличить потребление во внепиковые часы и, в отдельных случаях, увеличить общее потребление электроэнергии (при этом такой рост потребления может быть оправдан с экономической точки зрения за счёт меньшей стоимости внепиковой электроэнергии, снижения расходов топлива и т. д.).
Управление спросом (demand response) и энергоэффективность часто рассматриваются как компоненты концепции рационализации спроса.

## Способы вовлечения потребителей
Существует два основных подхода к привлечению потребителей к управлению нагрузкой:
- неявное управление спросом (implicit demand response, price-based demand response), основанное на применении различных видов дифференцированных по времени тарифов на электроэнергию или поведенческих стимулов,
- явное управление спросом (explicit demand response, incentive-based demand response, event-based demand response), предполагающее непосредственное управление нагрузкой потребителя,[3][7].

Использование дифференцированных тарифов возможно только при наличии у потребителя интервального счетчика электроэнергии и может включать следующие виды тарифов:
- тариф, дифференцированный по времени (зонам) суток (time-of-use pricing) — предполагает разделение суток на несколько (два и более) интервалов («зон»), для каждого из которых установлена фиксированная цена на электроэнергию,
- тариф, изменяющийся в режиме реального времени (real-time pricing) — тариф на электроэнергию зависит от её стоимости в момент потребления и обычно определяется для каждого часа суток[10],
- тариф с изменяемым пиком потребления (variable peak pricing) — сочетание двух указанных выше подходов: тариф, дифференцированный по зонам суток, при использовании которого цена для пиковой зоны определяется в зависимости от актуальных условий на рынке,
- тариф с критическим пиком потребления (critical peak pricing) — если оператор рынка электроэнергии и/или системный оператор ожидают высоких цен на электроэнергию или сложных условий функционирования энергосистемы, то они могут объявить критический пик потребления (например, с 15 до 18 часов в жаркий летний будний день) со значительным увеличением цены на электроэнергию во время такого пика. Длительности пиков и цена на электроэнергию в эти периоды могут быть предопределены заранее или варьироваться в зависимости от потребности в снижении пиковой нагрузки,
- скидки в периоды критического потребления (critical peak rebates) — если оператор рынка электроэнергии и/или системный оператор ожидают высоких цен на электроэнергию или сложных условий функционирования энергосистемы, то они могут объявить критический пик потребления c предоставлением вознаграждения заранее определённой величины потребителям, снизившим потребление во время такого пика относительно ожидаемого уровня.

Использование поведенческих стимулов для вовлечение потребителей в программы управления спросом получило название поведенческого управления спросом (behavioral demand response). Поведенческое управление спросом использует персонализированную коммуникацию с потребителями, в том числе в режиме, близком к режиму реального времени, с формированием стимулов, основанных на обратной связи, социальных норм, установок по умолчанию, геймификации.
Непосредственное управление нагрузкой потребителя может включать в себя как команды (голосовые, текстовые) на изменение нагрузки оборудования, выполнение которых осуществляется потребителем, так и автоматизированное или автоматическое управление нагрузкой потребителя из диспетчерского центра (системным оператором или организацией-агрегатором).

## Виды нагрузок, участвующих в управлении спросом
В управлении спросом могут принимать участия самые разные виды оборудования промышленных, сельскохозяйственных, коммерческих и бытовых потребителей. Особенно большим разнообразием в контексте управления спросом отличаются промышленные потребители. Основные возможности участия в управлении спросом для промышленных потребителей связаны со смещением графика потребления на периоды более низких цен, остановом или снижением интенсивности производственного процесса, полным или частичным отключением систем освещения, вентиляции и кондиционирования, а также использованием собственных источников электроэнергии и/или накопителей электроэнергии. Виртуальные электростанции также могут быть использованы при управлении спросом.
Оборудование бытовых и коммерческих потребителей также предоставляет возможности для управления спросом, связанные с внедрением новых технологий, таких как «умный дом», источники бесперебойного питания и накопители электроэнергии, объединение устройств в «интернет вещей» и других, позволяющих оперативно и дистанционно управлять потреблением электрооборудования.
Отдельный интерес вызывает ожидаемое в будущем массовое внедрение электромобилей с развитием соответствующей инфраструктуры для обеспечения их зарядки, которая также может быть использована в программах управления спросом на электроэнергию.

### Примеры
Два металлургических завода в Бельгии: один, принадлежащий ArcelorMittal, второй — компании Aperam (выделена из ArcelorMittal в 2011 г.) участвуют в управлении спросом, предоставляя до 150 МВт объёма разгрузки. Особенности технологического цикла предприятий не позволяли им удовлетворять требования, предъявляемые к участию в управлении спросом в Бельгии. Решением стало включение регулировочных способностей этих заводов в портфолио агрегатора REstore, включающее множество промышленных предприятий различных собственников. В случае недоступности ресурса металлургических заводов во время события управления спросом он может быть заменён регулировочными способностями других предприятий.
Программа Midwest Energy Pump$mart энергокомпании Midwest Energy, обслуживающей потребителей электроэнергии и газа в Западной части штата Канзас. Программа предусматривает привлечение к участию в управлении спросом сельскохозяйственных потребителей, а именно отключение по команде из диспетчерского центра ирригационных насосов без отрицательного воздействия на выпуск продукции. Снижение нагрузки может осуществляться в летние месяцы с понедельника по субботу за исключением праздников, с 14 до 21 час суток по уведомлению, передаваемому из диспетчерского центра не ранее, чем за 2 часа, по телефону или по электронной почте. Отключение насосов длительностью не более 4 часов может происходить не более 20 раз в период действия программы, при этом совокупная длительность отключений не должна превышать 80 часов. Midwest Energy платит потребителям 20$ за 1 кВт отключённой нагрузки, смещая при этом потребление ирригационных насосов с пиковых часов на другое время суток.
В качестве примера участия в управлении спросом коммерческих потребителей можно привести компанию Walmart. Walmart — один из лидирующих участников на рынках управления спросом в США, в том числе за счёт значительной оснащённости магазинов системами интеллектуального учёта. При получении сигнала о необходимости разгрузки система управления потреблением(energy management system, EMS) реагирует на него в соответствии с заданным алгоритмом снижения нагрузки, воздействуя на системы вентиляции и кондиционирования, освещение и холодильное оборудование. Вместе с дочерней компанией Sam’s Club Walmart участвует в 17 программах управления спросом, организованных муниципалитетами, инфраструктурными организациями и системными операторами, включая ISO New England, California ISO и PJM. В этих программах задействовано примерно 1300 магазинов, расположенных в 23 штатах.

## Рынки для участия потребителей с регулируемой нагрузкой
С точки зрения поддержания баланса между производством и потреблением электроэнергии снижение нагрузки полностью эквивалентно увеличению генерации. При последовательном соблюдении этого принципа не существует препятствий для участия ресурсов потребителей в работе на рынках электроэнергии, мощности или системных услуг. На практике на большинстве рынков в различных странах существуют различные административные, регулятивные, технические и технологические барьеры для участия потребителей в управлении спросом. Тем не менее, существуют рынки с широким участием ресурсов потребителей. Например, в США (на рынках PJM, MISO и CAISO) потребители участвуют в рынках электроэнергии, мощности и системных услуг. В Великобритании в операционной зоне системного оператора National Grid потребители имеют возможность участвовать в рынке системных услуг и недавно запущенном рынке мощности.
В обзоре, выпущенном в 2009 году, Федеральная комиссия по управлению энергетикой (FERC, США) выделяет следующие группы препятствий для организации управления спросом на рынках электроэнергии:
- регулятивные,
- экономические,
- технологические,
- прочие препятствия[20].

Регулятивные барьеры — это препятствия для развития управления спросом, обусловленные особенностями законодательства, структурой и правилами работы рынка и собственно программ управления спросом. К основным регулятивным барьерам относят отсутствие непосредственной связи между ценами на оптовом и розничном рынках, сложности с разработкой методологии измерения и верификации объёма снижения нагрузки, опасение возможности манипуляций на рынке со стороны потребителей (завышение базового потребления для увеличения прибыли от участия в программах управления спросом), недостаточная предсказуемость и надёжность ресурсов потребителей, отсутствие консенсуса при оценке затрат и эффективности. Вовлечение розничных потребителей может быть затруднено или невозможно вследствие тарифной политики государства, строго определяющей тарифы на электроэнергию для таких потребителей. Неудачно спроектированная программа управления спросом (неадекватные технические требования, недостаточные экономические стимулы и т. п.) не вызывает достаточного интереса со стороны потребителей.
Экономические барьеры представляют собой ситуации, когда финансовые стимулы для инфраструктурных организаций, агрегаторов или потребителей оказываются недостаточными для развития программ управления спросом. К ним относят неточные ценовые сигналы, которые могут привести к разгрузке потребителей в периоды низких цен на электроэнергию или к загрузке в периоды высоких цен, а также случаи, когда выгода от участия в программах управления спросом недостаточна для привлечения потребителей.
К технологическим барьерам относят недостаточную оснащённость электроустановок потребителей системами интеллектуального учёта электроэнергии, недостаток экономически эффективных опорных технологий, к которым относят, в первую очередь, различные средства автоматизации и автоматики, позволяющие эффективно управлять потреблением, а также недостаточную интероперабельность и отсутствие открытых стандартов.
Среди иных препятствий важную роль играет недостаточная осведомлённость потребителей о программах управления спросом и неприятие риска, которое проявляется в том, что для потребителя важнее снизить риск, что его счёт за электроэнергию вырастет, чем получить прибыль от участия в программе управления спросом.
В одном из рассмотренных FERC исследований наиболее существенными препятствиями к развёртыванию управления спросом в Калифорнии названы недостаточная оснащённость системами интеллектуального учёта (Advanced metering infrastructure, AMI), неэффективные программы управления спросом и низкий интерес потребителей.

### Роль организаций-агрегаторов
Потребители могут работать на рынках, предполагающих участие потребителей с регулируемой нагрузкой, как самостоятельно (в отдельных случаях, в основном относительно крупные потребители), так и с помощью специализированных организаций — агрегаторов нагрузки (demand response aggregators). Необходимость появления таких организаций обусловлена тем, что розничные потребители не являются субъектами оптового рынка электроэнергии, не присоединены к его инфраструктуре и, в большинстве, не знают правил работы рынка. При этом единичная мощность потребителя может быть слишком низкой, а количество потребителей — слишком большим для организации, управляющей работой рынка. Компании-агрегаторы объединяют регулировочные возможности нескольких потребителей в более крупный блок, удовлетворяющий требованиям к величине разгрузки, предъявляемым на рынке, и выступают в качестве посредника между потребителями и инфраструктурой рынка. Кроме того, агрегаторы нагрузки могут оснащать потребителя необходимым для снижения потребления оборудованием, консультировать по вопросам технологии разгрузки, разрабатывать оптимальные планы участия потребителей в управлении спросом и т. п.. В качестве агрегаторов нагрузки могут выступать энергосбытовые организации или независимые компании.

## В России
В России технология demand response, как механизм изменения потребления электроэнергии конечными потребителями относительно их нормального профиля нагрузки в ответ на ценовые сигналы на рынке на сутки вперед, изначально получила название ценозависимого снижения потребления и стала доступна в 2017 году исключительно для участников оптового рынка электрической энергии и мощности.
Так, в целях внедрения механизма было выпущено постановление Правительства РФ от 20 июля 2016 г. № 699 «О внесении изменений в Правила оптового рынка электрической энергии и мощности».
Согласно постановлению потребители оптового рынка могут подавать заявки для участия в конкурентном отборе мощности (КОМ), проводимом системным оператором, и по факту отбора заявки в КОМ принимают на себя обязательства по снижению потребления. При этом для такого участника оптового рынка объём покупки мощности, формируемый по итогам месяца, снижается на учтённый при проведении КОМ объём ценозависимого снижения потребления.
Покупатели с ценозависимым потреблением обязаны поддерживать своё оборудование в состоянии готовности к ценозависимому снижению объёма покупки электрической энергии. Способность покупателей исполнять свои обязательства по снижению потребления контролируется путём тестирования, проводимого до начала исполнения обязательств. Кроме того, предусмотрено проведение тестирования способности осуществлять ценозависимое снижение потребления в случае, если в текущем месяце ценозависимое снижение не осуществлялось. Потребители, не прошедшие тестирование, не получают оплату ценозависимого снижения потребления.
В 2016 году впервые был проведён отбор покупателей с ценозависимым потреблением на 2017 без участия в КОМ (в 2017—2019 г. участие в КОМ потребителей с ценозависимым потреблением не предусмотрено), суммарный объём ценозависимого снижения потребления мощности составил 54 МВт. Также в 2016 году ценозависимое потребление было впервые включено в процедуры конкурентного отбора мощности (КОМ) на 2020 год. 9 февраля 2017 года механизм ценозависимого снижения потребления был впервые применён на рынке на сутки вперёд.
В 2019 году в соответствии с дорожной картой «Энерджинет» Национальной технологической инициативы возможность участия в данном механизме была распространена также на участников розничных рынков электрической энергии (не имеющих прямого выхода на оптовый рынок). Данная возможность обеспечена посредством введения механизма агрегаторов управления спросом.
20 марта 2019 года было принято постановление Правительства РФ № 287 «О внесении изменений в некоторые акты Правительства Российской Федерации по вопросам функционирования агрегаторов управления спросом на электрическую энергию в Единой энергетической системе России, а также совершенствования механизма ценозависимого снижения потребления электрической энергии и оказания услуг по обеспечению системной надежности», которое предусматривает проведение в 2019 году пилотного проекта по управлению спросом потребителей розничного рынка электроэнергии с участием организаций-агрегаторов.
Агрегаторами управления спросом в России являются организации, которые приобретают у розничных потребителей услуги по изменению нагрузки их энергопринимающих устройств, агрегируя их способность изменять потребление в системно значимый ресурс.
Обеспечивая применение указанного ресурса в механизмах оптового рынка, агрегаторы управления спросом способствуют снижению оптовых цен на электрическую энергию для всех прочих потребителей, получая за это вознаграждение от системного оператора ЕЭС России.
Таким образом, полученный на оптовом рынке положительный эффект распределяется между агрегатором, конечным потребителем и прочими участниками оптового рынка.
На начало 2020 г. объем российского рынка управления спросом розничных потребителей составляет порядка 230 МВт.
Согласно экспертным оценкам, экономически оправданный потенциал рынка управления спросом в ЕЭС России может составить порядка 8 ГВт, что соответствует мировым практикам (3-6 % от пикового спроса на мощность в энергосистеме), использование которого открывает как возможности извлечения дополнительной выручки из уже сложившихся бизнес-процессов для потребителей электрической энергии, так и новые возможности для оптимизации функционирования энергосистемы.